# Лопатіно (Томарінський міський округ)
Лопатіно (рос. Лопатино) — село у Томарінському міському окрузі Сахалінської області Російської Федерації.
Населення становить 0 осіб (2013).

## Історія
З 1905 по 3 вересня 1945 року у складі губернаторства Карафуто Японії, відтак у складі Томарінського міського округу Сахалінської області.

## Населення
| 1959 | 1970 | 1979 | 2002 | 2010 |
| ---- | ---- | ---- | ---- | ---- |
| 2077 | ↘549 | ↘357 | ↘68  | ↘0   |